# Koleczkowski Młyn
Koleczkowski Młyn (kaszb. Kòleczkòwsczi Młin) – część wsi Koleczkowo w Polsce, położona w województwie pomorskim, w powiecie wejherowskim, w gminie Szemud, na obrzeżach Trójmiejskiego Parku Krajobrazowego, nad Zagórską Strugą. Wchodzi w skład sołectwa Koleczkowo
W latach 1975–1998 Koleczkowski Młyn administracyjnie należał do województwa gdańskiego.